# Dekanat centralny (eparchia moskiewska)

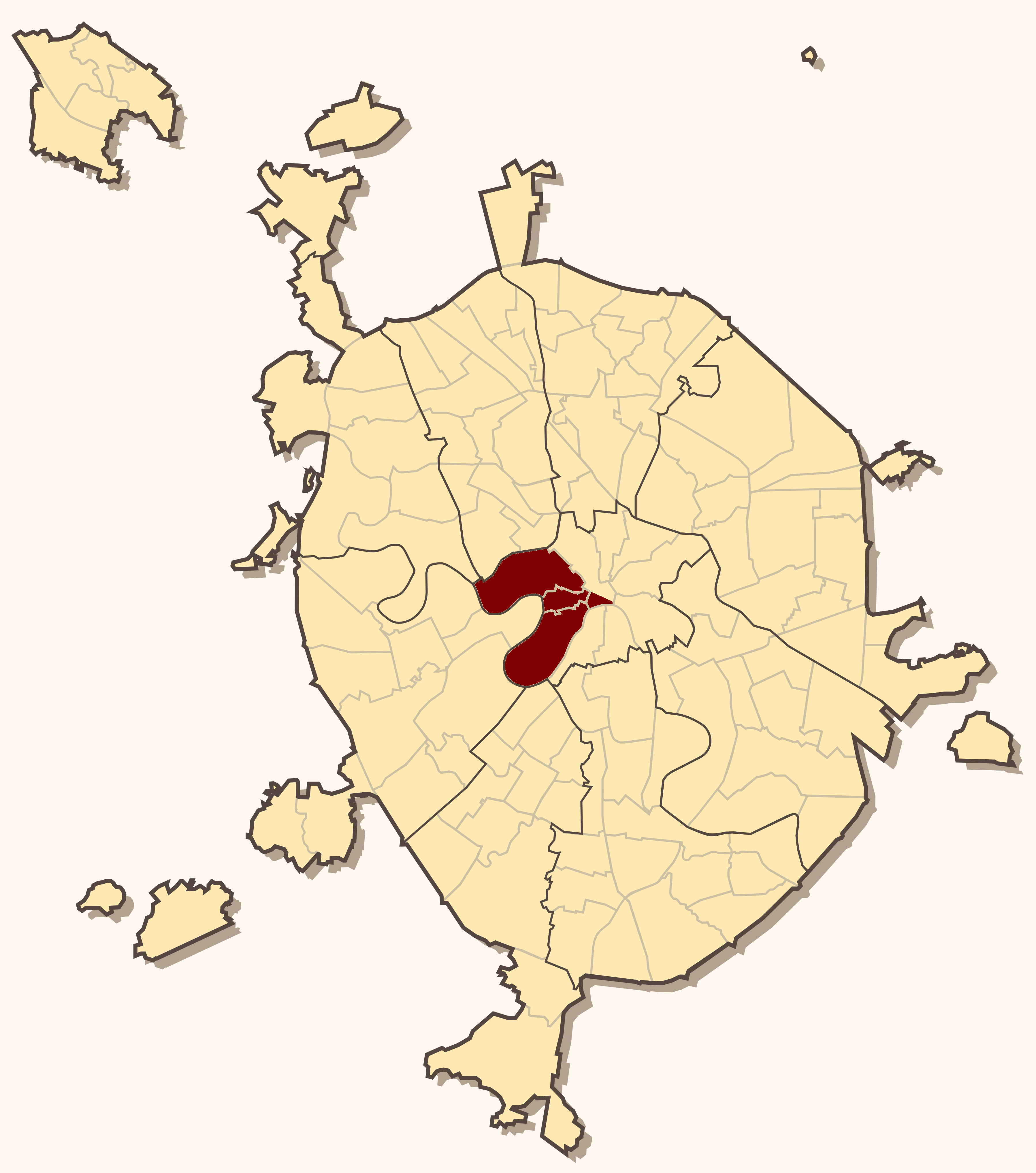
Dekanat na planie Moskwy

Dekanat centralny – jeden z 27 dekanatów w strukturach eparchii moskiewskiej miejskiej Rosyjskiego Kościoła Prawosławnego. Należą do niego świątynie prawosławne na terenie Kremla oraz trzech rejonów w obrębie Centralnego okręgu administracyjnego Moskwy: Arbatu, Chamownik i rejonu Priesnieńskiego.

## Cerkwie na terenie dekanatu

### Kreml[2]
- Sobór Uspieński – sobór patriarszy
- Sobór Świętych Archaniołów
- Sobór Zwiastowania
- Cerkiew Złożenia Szat
- Cerkiew Dwunastu Apostołów
- Cerkiew św. Jana Klimaka i dzwonnica Iwana Wielkiego
- Cerkiew Opieki Matki Bożej na Fosie, popularnie cerkiew lub sobór Wasyla Błogosławionego

### Arbat[2]
- Cerkiew św. Mikołaja
- Cerkiew Świętych Atanazego i Cyryla
- Cerkiew Odnowienia Świątyni Zmartwychwstania Pańskiego
- Cerkiew św. Symeona Słupnika
- Cerkiew św. Mikołaja Objawionego, w trakcie odbudowy
- Cerkiew Przemienienia Pańskiego
- Cerkiew św. Mikołaja
- Cerkiew Dziewięciu Męczenników z Kyziku
- Cerkiew Świętych Borysa i Gleba
- Cerkiew Ikony Matki Bożej „Znak”
- Kaplica św. Mikołaja

### Priesnienskij
- Cerkiew św. Tatiany, uniwersytecka[2]
- Cerkiew św. Serafina z Sarowa, przy centrum wystawowym „Ekspocientr”[2]
- Cerkiew Odnowienia Świątyni Zmartwychwstania Pańskiego[3]
- Cerkiew św. Jana Teologa[3]
- Cerkiew Wniebowstąpienia Pańskiego (Małe Wniebowstąpienie)[3]
- Cerkiew św. Teodora Studyty[3]
- Cerkiew Wniebowstąpienia Pańskiego (Wielkie Wniebowstąpienie)[3]
- Cerkiew św. Aleksandra Newskiego[3]
- Cerkiew św. Filareta Miłościwego, szpitalna[3]
- Cerkiew Narodzenia św. Jana Chrzciciela[3]
- Cerkiew św. Mikołaja[3]
- Cerkiew Odnowienia Świątyni Zmartwychwstania Pańskiego[3]
- Cerkiew Świętych Tatiany i Zofii, szpitalna[3]
- Cerkiew św. Jerzego[3]
- Cerkiew św. Aleksandra Newskiego[3]
- Cerkiew św. Andrzeja[3]
- Kaplica św. Aleksandra Newskiego[3]

### Chamowniki[3][4]
- Sobór Chrystusa Zbawiciela – katedra eparchii moskiewskiej miejskiej
- Cerkiew Ikony Matki Bożej „Władająca”
- Cerkiew św. Antypasa z Pergamonu
- Cerkiew św. Sergiusza z Radoneża
- Cerkiew św. Eliasza
- Cerkiew św. Marii Magdaleny, przy Moskiewskim Państwowym Uniwersytecie Lingwistycznym
- Cerkiew Ikony Matki Bożej „Krzew Gorejący”
- Cerkiew Zaśnięcia Matki Bożej
- Cerkiew św. Błażeja
- Cerkiew św. Mikołaja
- Cerkiew Świętych Flora i Laura
- Cerkiew Ikony Matki Bożej „Eleusa” przy Państwowym Centrum Naukowym psychiatrii społecznej i sądowej im. W. Sierbskiego
- Cerkiew Podwyższenia Krzyża Pańskiego
- Cerkiew św. Pantelejmona przy Rosyjskim Naukowym Centrum Chirurgii im. B. Pietrowskiego
- Cerkiew św. Michała Archanioła
- Cerkiew św. Dymitra Priłuckiego
- Kaplica św. Eliasza przy Sztabie Lotnictwa Dalekiego Zasięgu Sił Powietrznych Rosji
- Kaplica Trójcy Świętej przy I hospicjum w Moskwie
- Kaplica św. Włodzimierza

### Monastery[4]
- Monaster Poczęcia św. Anny, żeński